# ویدال دولابلاش

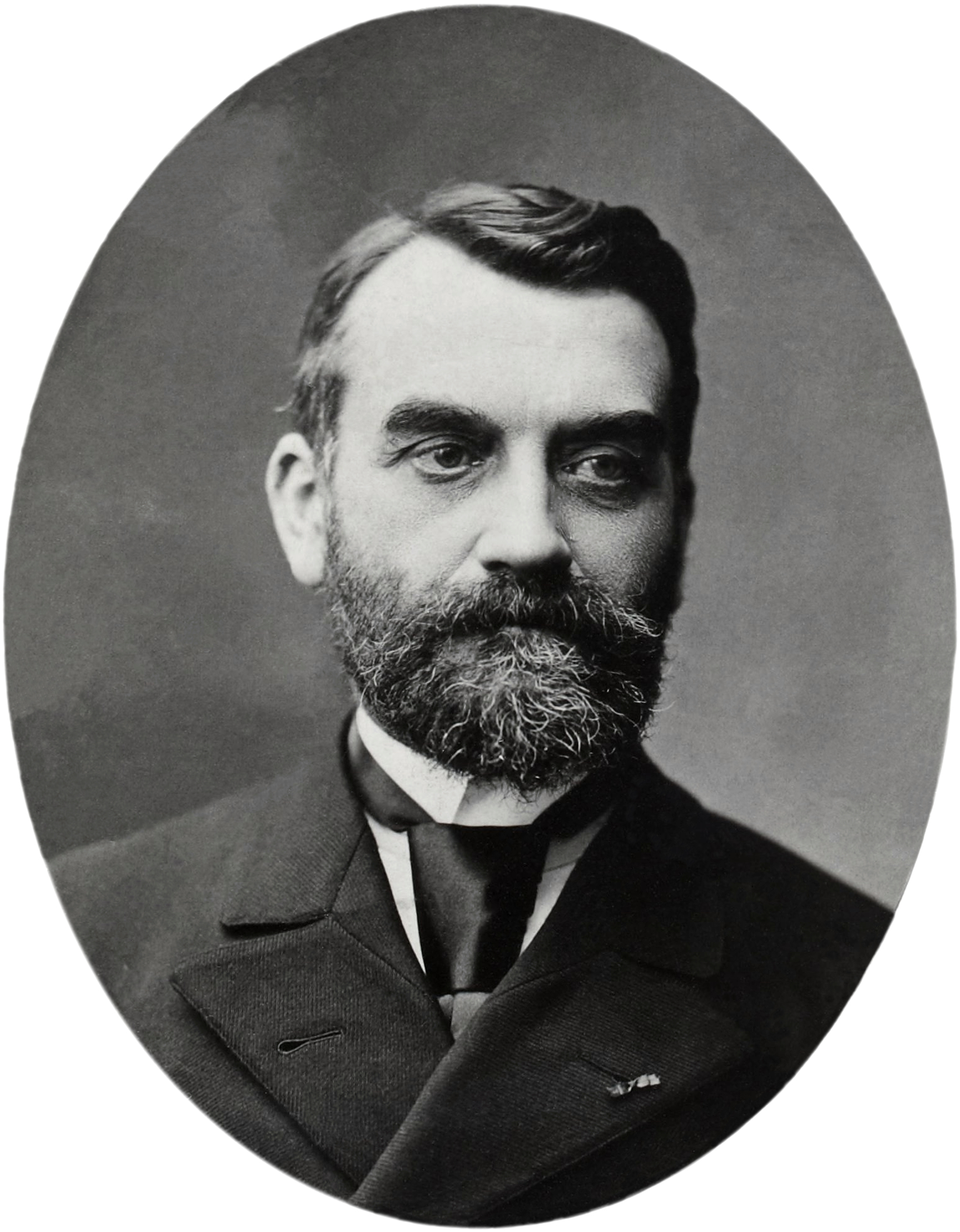
تک‌چهره ویدال دولابلاش

پل ویدال دو لا بلوچه (به فرانسوی: Paul Vidal de La Blache) یک جغرافیدان فرانسوی بود. وی به عنوان بنیانگذار جغرافیای مدرن فرانسه و همچنین بنیانگذار مکتب ژئوپلیتیک فرانسه شناخته می‌شود. وی ایده ژانر de vie را تصور کر، این اعتقاد است که سبک زندگی یک منطقه خاص بازتاب هویت اقتصادی، اجتماعی، ایدئولوژیکی و روانشناختی است که بر روی چشم‌انداز حک شده‌است.